# Martin Jürgens
Martin Jürgens (* 30. Januar 1944 in Braunsberg) ist deutscher Schriftsteller.

## Leben
Martin Jürgens studierte in München, Münster und Zürich. 1972 schrieb er seine Dissertation über Robert Walser, mit dem Titel „Die Krise der Darstellbarkeit“. 1980 habilitierte er mit einer kunstsoziologischen Arbeit zum Thema „Moderne und Mimesis“. Danach arbeitete er bis Ende 2000 als Hochschullehrer. Über seine literarische und wissenschaftliche Publikation verfügt er seit 1967 und seit 1981 arbeitet er auch als Theater-Regisseur. Inszenierungen, Auswahl: „Jakob von Gunten“ von Robert Walser in Münster und „Erklärt Pereira“ von Antonio Tabucchi in Köln. Seine letzten Arbeiten für das Theater waren 2010 „Der Tod eines Bienenzüchters“ nach Lars Gustafsson (Bearbeitung Martin Jürgens), „Nipplejesus“ von Nick Hornby und „Dead Man Walking“ nach Sister Helen Préjean in Berlin.
Er publiziert auch in Tagesmedien, so in der linken Tageszeitung junge Welt.

## Schriften
- Seine Kunst zu zögern. Elf Versuche zu Robert Walser. Oktober Verlag, Münster 2006, ISBN 978-3-938568-46-0.
- So. Über das Leben, die Kunst und den Tod. Oktober Verlag, Münster 2002, ISBN 3-935792-24-7.
- Moderne und Mimesis. Lit, Münster 1988, ISBN 3-88660-365-2, zugl. Dissertation Univ. Münster 1986.
- Die Krise der Darstellbarkeit. 1972.